# Atypus
Genre
Synonymes
- Oletera Walckenaer, 1805
- Proatypus Miller, 1947
- Balticatypus Wunderlich, 2011

Atypus est un genre d'araignées mygalomorphes de la famille des Atypidae.

## Distribution
Les espèces de ce genre se rencontrent en Asie, en Europe et en Afrique du Nord ; Atypus karschi a été introduite en Amérique du Nord.
Les espèces européennes sont Atypus affinis, Atypus muralis et Atypus piceus.

## Description
Les critères d'identification sont :
- Trois griffes tarsales
- Taille moyenne ou grande
- Huit yeux

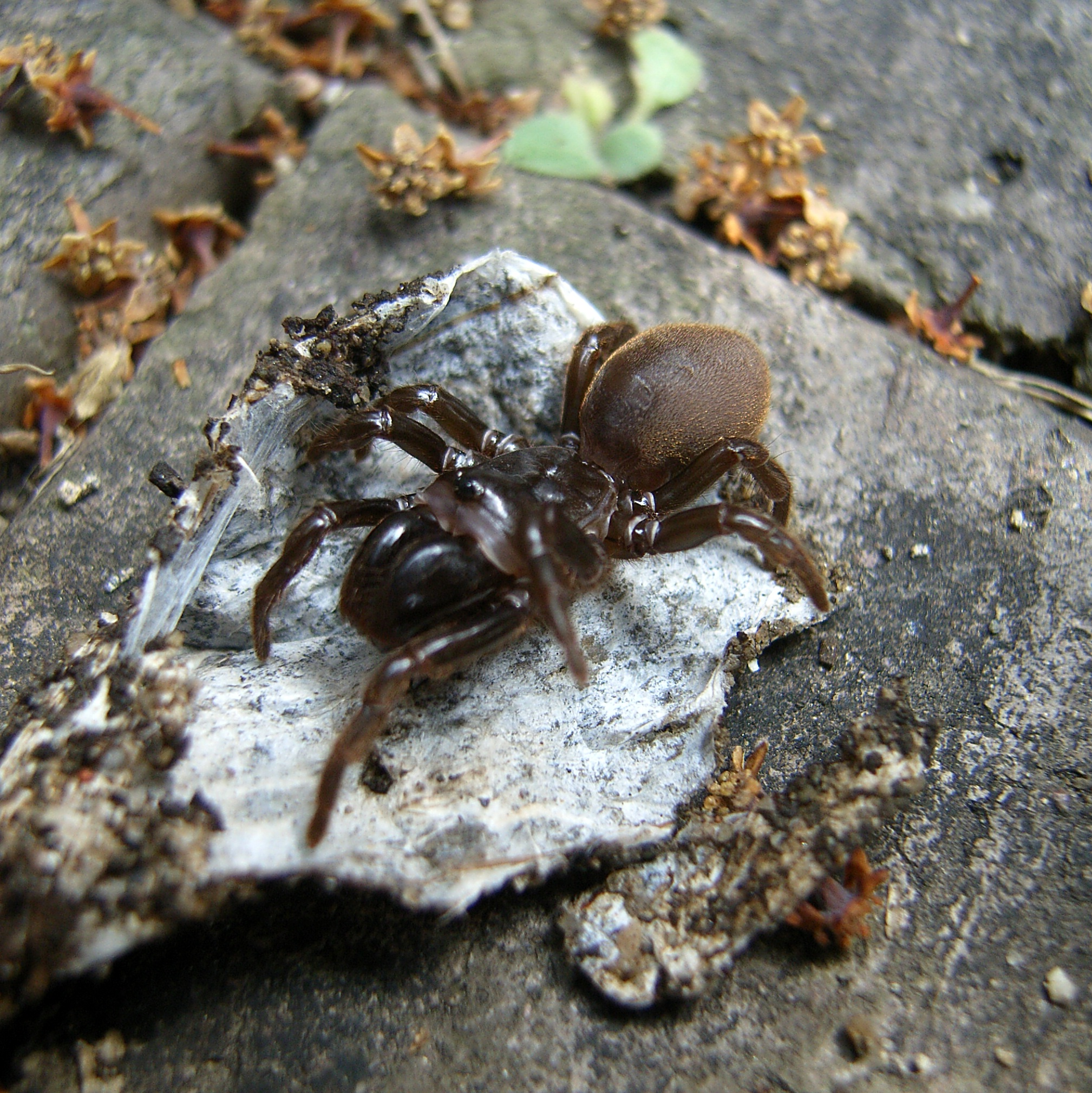
Atypus karschi

- Côtés prolatéraux des maxillaires allongés
- Face céphalique du céphalothorax surélevée
- Grandes chélicères aux crochets longs et fins
- Sternum du mâle pourvu de crêtes marginales.

D'après le site GBIF, elles sont présentes tout au long de l'année, il y a un pic en mai, juin, juillet puis un autre en septembre, octobre, novembre.

## Liste des espèces
Selon World Spider Catalog (version 26, 10/04/2025) :
- Atypus affinis Eichwald, 1830
- Atypus baotianmanensis Hu, 1994
- Atypus baotingensis F. Li, Xu, Z. T. Zhang, Liu, H. L. Zhang & D. Q. Li, 2018
- Atypus coreanus Kim, 1985
- Atypus dawei Y. X. Li & Xu, 2025
- Atypus dorsualis Thorell, 1897
- Atypus flexus Zhu, Zhang, Song & Qu, 2006
- Atypus formosensis Kishida, 1943
- Atypus heterothecus Zhang, 1985
- Atypus javanus Thorell, 1890
- Atypus jianfengensis F. Li, Xu, Z. T. Zhang, Liu, H. L. Zhang & D. Q. Li, 2018
- Atypus karschi Dönitz, 1887
- Atypus lannaianus Schwendinger, 1989
- Atypus largosaccatus Zhu, Zhang, Song & Qu, 2006
- Atypus ledongensis Zhu, Zhang, Song & Qu, 2006
- Atypus liui Y. X. Li & Xu, 2025
- Atypus magnus Namkung, 1986
- Atypus medius Oliger, 1999
- Atypus minutus S. Y. Lee, J. H. Lee, Yoo & Kim, 2015
- Atypus muralis Bertkau, 1890
- Atypus pedicellatus Zhu, Zhang, Song & Qu, 2006
- Atypus piceus (Sulzer, 1776)
- Atypus quelpartensis Namkung, 2002
- Atypus sacculatus Zhu, Zhang, Song & Qu, 2006
- Atypus seogwipoensis Kim, Ye & Noh, 2015
- Atypus sinensis Schenkel, 1953
- Atypus siyiensis Wu, Liu, Huang, Yin & Xu, 2025
- Atypus sternosulcus Kim, Kim, Jung & Lee, 2006
- Atypus suiningensis Zhang, 1985
- Atypus suthepicus Schwendinger, 1989
- Atypus sutherlandi Chennappaiya, 1935
- Atypus suwonensis Kim, Kim, Jung & Lee, 2006
- Atypus tibetensis Zhu, Zhang, Song & Qu, 2006
- Atypus wataribabaorum Tanikawa, 2006
- Atypus wii Siliwal, Kumar & Raven, 2014
- Atypus yajuni Zhu, Zhang, Song & Qu, 2006
- Atypus yanjingensis Wu, Liu, Huang, Yin & Xu, 2025
- Atypus yaozu Wu, Liu, Huang, Yin & Xu, 2025

Selon World Spider Catalog (version 23.5, 2023) :
- † Atypus beigeli (Wunderlich, 2011)
- † Atypus juvenis (Wunderlich, 2011)
- † Atypus spinosus (Wunderlich, 2011)

## Systématique et taxinomie
Ce genre a été décrit par Latreille en 1804.
Oletera a été placé en synonymie par Dufour en 1820.
Proatypus a été placé en synonymie par Kraus et Baur en 1974.
Balticatypus a été placé en synonymie par Perkovsky, Eskov et Marusik en 2018.

## Publication originale
- Latreille, 1804 : « Tableau méthodique des Insectes. » Nouveau Dictionnaire d'Histoire Naturelle, Paris, vol. 24, p. 129-295.